# Partizanska bolnica Zgornji Hrastnik
Partizanska bolnica Zgornji Hrastnik bila je u narodnooslobodilačkoj vojsci naroda Jugoslavije jedna od 24 bolnice u najpoznatijem sistemu bolnica na prostoru Slovenije raspoređenih na Kočevskom Rogu, u krugu prečnika 15 km. Bolnica je bila u sitemu Slovenačke centralne vojnopartizanska bolnica Kočevski rog (skračeno SCVPB) i funkcionisala je, uz manji prekid od februara 1943. godine pa sve do kraja Drugog svetskog rata.
Bolnica je danas jedna od dve sačuvane i zaštićene bolnice, od ukupno 24 koliko ih je bilo u Drgom svetskom ratu na prostoru Kočevskog Roga. Nakon što je obnovljena 1995. godine bolnica Zgornji Hrastnikl je ušla u sastav Muzeja  novije istorije Slovenije i stavljena pod zaštitu države kao spomenik kulture od nacionalnog značaja za Republiku Sloveniju.

## Preduslovi
Rat, koji je počeo 6. aprila 1941. završio se porazom Jugoslovenske vojske i okupacijom Slovenije. Nakon raspada Kraljevinu Jugoslaviju 1941. godine područje Kočevskog Roga u Sloveniji, po teritorijalnoj podeli od strane okupatora, pripalo je Italiji. Zato su se kočevski Nemci, koji su tradicionalno više vekova nastanjivali Kočevski Rog, u zimu 1941/42. nasilno preseljeni u dolinu reke Save, odakle je nekoliko meseci ranije deportovano više od 36.000 Slovenaca. Nakon migracije Nemaca na Kočevskom Rog ostalo je više od četrdeset depopulizovanih sela i zaseoka.
Kočevski Rog je naziv za više od pet stotina kvadratnih kilometara razuđenog kraškog područja između Kočevsko-Ribničkog polja, Suve krajine, Novomestanske kotline i Bele Krajine, sa najvećim vrhom Veliki Rog visokim 1099 m. 
Klima na Rogu je hladna i vlažna zbog mešanja alpskih, mediteranskih i kontinentalnih vazdušnih struja. Životni uslovi su surovi, tako da je ljudski uticaj donedavno bio mali. Šume su uglavnom jelova i bukve, a najvažnije vrste drveta su jela, bukva, smreka, javorov, brest, jesen, lipa, divlja trešnja. U očuvanom prirodnom okruženju preživjele su tri najveće evropske zveri (vuk, medved i ris), papkari, ptice, sove i druge divlje životinje. U Rogu su postojale i tri prašume.
Sve to je Rog činilo teško prohodnim a zbog oštre klime prostor, nauslovnim za život pa ova oblast nije bila gušće naseljen sve do 14. veka, kada su ga naselili nemački kolonisti, koji su potom sve do Drugog svetskog rata formirali kulturni krajolik, sa više od 90% šumskog zemljišta, koje je do danas opstalo kao retko ostrvo očuvane prirode u Sloveniji i srednjoj Evropi.
Navedene geografske karakteristike Kočevskog Roga, pogodne za gerilski način borbe i iseljavanjem stanovništva, posebno onog naklonjenog Nemcima, stvorilo je idealane uslove da ovaj prostor postane slobodna partizanska teritorije. Prva grupa partizana na Kočevskom Rogu pojavila se avgusta 1941. godine, da bi maja 1942. na širem prostoru Dolenjske, Notranjske i Bele Krajina nastala velika oslobođena teritorija.
Kočevski Rog je tako postao centar pokreta otpora, a na Kraljevom kamenu do karaja avgusta 1942. godine delovalo je rukovodstvo pokreta otpora. Nakon velike italijanske ofanzive u leto 1942. (nazivane Roška), rukovodstvo NOP se povuklo sa Kočevskog Roga u Polhograjske dolomite, ali je u međuvremenu odlučiolo da se, ponovo vrati i da na Kočevskom Rogu osnuju komandnu bazu, partizanske bolnice, radionice, škole, štamparije i skladišta.

## Osnivanje i rad bolnice
Partizanska bolnica Zgornji Hrastnik bila je među prvim bolnicana osnovanim na Kočevskom Rogu, koja je izgrađena gotovo ispod samo vrha brda. Na početku (do jeseni 1943) bolnica je imala samo dve kasarne sa zajedničkim ležajevima i sklonište za kuhinju, da bi do kraja rata u njoj bilo izgrađeno osam zgrada.
Pristup bolnici obavljao se preko starog puta, zatim stazom od drvenih trupaca, a zatim pešačkom stazom kroz gusto žbunje.
Poslednjih dana decembra 1943. godine, za komandanta bolnice postavljen je dr Janez Milčinski - Peter. Pod njegovim vođstvom bolnica je počela sve više da se širi i prođikruje svoj rad, i vremenom je postala poznata kao bolnica za zbrinjavanje težih ranjenika i obavljanje zahtevnijiih operacije. 
Od osam novoizgrađenih objekata bolnice, prvo je, izgrađena baraka namenjena za operacionu salu koja je nazvana „aseptička baraka”,
Krajem februara 1944. godine, operaciona sala je rasterećena, izgradnjom nove velike baraka za ranjenike u kojoj su se vršile manje operacije i bakteriološka istraživanja.
Za nešto manje od godinu i po dana, koliko je funkcionisala ova bolnica u njoj je, lečeno više od 400 ranjenih, uglavnom težih.
Bolnica je imala i sopstveno groblje na kome je sahranjeno 69 umrlih ranjenika i bolesnika.
Personal
Pesonal bolnice sastojao seod medicinskog i nemedicinskog osoblja:
- Medicinsko osoblje — sastojalo se od lekara upravnika i zamenik upravnika, bolničara i nosioca ranjenika
- Nemdicinsko osoblje — činili su politični komesar, intendant, kuvar, brica, pralje, stolar, krojač i obućar, koji su vršili opslućivanje boolesnika i osoblja i sve popravke u bolnici.[6]

## Infrastruktura
Baraka za ranjenike i rekonvalescente - Pesjak
To je najstariji objekat u bolnici, a izgrađen je za smeštaj većeg broja ranjenika tokom nemačke ofanzive (krajem oktobra 1943). Batraka je izgrašena od debelih balvana, a pokrivena drvenim neravnim krnim pokrivačem koji se oslanjao na više uspravnih greda. Temelji batrake su bili od kamena, sa poprečno postavljenim gredama preko kojih je bio zakusan drveni pod. 
Uzdužno sa obe strane barake bili su zajednički kreveti, između kojih je postojao samo uski prolaz. U ovoj barci do izgradnje operacione sale obavljane su i oparacije uz svetlost sveće ili petrolejke, u predvorju barake, a kasnije i na stolu za ručavanje (vidi sliku).
Baraka je dobila ime „Pesjak” po štenetu, koje su ranjenici zatekli u bolnici i čuvali ga pored sebe, za vreme lečenja.
Perionica
Perionica je osnovana na mestu na kome je prvobtno bila nadstrešnica za prvobitnu kuhinju, u kojoj se kuvala na otvorenoj vatri od početka rada bolnice pa sve do izgradnje nove kuhinje krajem marta 1944. Do tada je streha bila pokrivena starim pločama. Nakon što je nadstrešnica delimično pruređena ispod nje je osnovana perionica, u kojoj je pran manje umazan veš. Jače umazan veš odnošen je na pranje u perionucu u Starim Žagama.
Baraka za osebje
Baraka za osebje izgrađena je u jeseni 1943. odmah na početku rada. Napravljena je od velikih grubo otesanih stabala, prepokrivenih krovom na dve vode, natstrešnicom, prozorima i ulaznim vratima. U unutrađnjosti je baraka imala ležajeve koji su bili prekriveni smrekovim granama.
Operacijona sala – „aseptik”
Operaciona sla ili aseptička baraka je imala dva velika ugaona prozora i visok krov koji je omogućavo više dnevnog svetla za uspešno obavljanje operativnih zahvate. Izgradnjom „aseptička barake", po prvi put je u partizanskim bolnicama razdvojen aseptički operacioni deo od septičkog. Operaciona sala je imala novi operacioni sto, koga je izradio stolar bolnice po nacrtu dr Janez Milčinskog. Sto je vremenom postao uzor za sve bolnice na Kočevskom Rogu. 
Kuhinja
Kuhinja je sagrađena krajem marta 1944. godine kao posljednji objekat obnovljene bolnice. Izgrađena je ispod jedne stena i sa brda je prekrivenim krovom na dve vode. Kunji je imala od opeke napravljena dva zatvorena kotla i zidani dimnjak koji je bio iznad plafona kuhinje, tako da se dim u tavanu pre izlaska u atmosferu hladi, pa je kuhinja mogla da kuva i danju.
U kuhinji je bila odvojena prostorija za odlaganje hrane sa drvenim policama. Hranu je nabavljalo ekonomat SCVPB u Starigradu. Uprkos redovnoj isporuci hrane, zbog opasnosti od moguće neprijateljske ofanzive, zalihe hrane u bolnici uvek su bile dovoljne za samostalan rad najmanje dve nedelje.

## Bolnica kao muzerjska postavka
Partizanska bolnica Zgornji Hrastnik na Kočevskom Rogu je Uredbom Republike Slovenije od 1999. godine stavljena pod zaštitu države kao spomenik kulture od nacionalnog značaja.
Nakon što je bolnica obnovljena 1995. godine, kao zaštićeni objekat od nacionalnog značaja za skoriju istoriju Slovenije, ona je postala jedna od stalnih muzejskih postostavki Dolenjskog muzeja i Muzeja novije slovenačke istorije.
Muzejska postavka na Kočevskom Rogu je dostupna posetiocima svakog radnog dana od 1. aprila do 31. oktobra od 8 do 16 časova.

## Spoljašnje veze
- Partizanska bolnica v Kočevskem rogu (језик: словеначки)
- Nemci se sploh niso zavedali, da so bili čisto blizu (језик: словеначки)